# Władimir Nazarow
Władimir Nikołajewicz Nazarow (ros. Влади́мир Никола́евич Наза́ров; ur. 20 stycznia 1952 w Bogorodicku) – radziecki filozof, religioznawca i kulturoznawca, doktor nauk filozoficznych, profesor Tulskiego Uniwersytetu Pedagogicznego. Zajmuje się przeważnie etyką.